# Абдул Хасиб Логари
Абу Умайр Абд аль-Хасиб аль-Логари или Абдул Хасиб Логари — пакистанский исламский боевик, который возглавлял вилаят Хорасан с июля 2016 года до своей смерти 27 апреля 2017 года.

## Биография
Логари родился в агентстве Куррам (сегодня округ Куррам), в федеральной зоне племен Пакистана (FATA, позже включенная в провинцию Хайбер-Пахтунхва) и, как полагают, ему было за тридцать на момент его смерти в 2017 году.
Логари учился в семинариях в Пешаваре, Пакистан, контролируемых салафитской джихадистской группой Джамаат аль-Дава аль-Коран (JDQ), в том числе восемь лет в Jamia Imam Bukhari в городе Саргодха, провинция Пенджаб, Пакистан. Джамией Имамом Бухари, названным в честь известного ученого хадисов Мухаммада аль-Бухари, управлял Хаджи Инят ур Рехман, сын основателя JDQ Джамиля аль-Рахмана. Позже Логари четыре года учился в медресе Гяндж в Пешаваре во главе с Абу Мохаммадом Аминуллой Пешавари. И Джамиа Имам Бухари, и медресе Гянджа наказаны Соединенными Штатами за их связь с многочисленными исламскими террористическими группами, включая Аль-Каиду, Лашкар-и Тайбу и Афганский Талибан. Министерство финансов США описало медресе Гяндж в 2013 году как «школу в Пешаваре, которая служит учебным центром и способствует финансированию Аль-Каиды, Лашкара Тайибы и Талибана. Деятельность медресе Гяндж является примером того, как террористические группы, такие как Аль-Каида, Лашкар-и-Тайиба и Талибан, подрбляют, казалось бы, законные учреждения, такие как религиозные школы, чтобы отвлечь благотворительные пожертвования, предназначенные для образования, в поддержку насильственных актов».
Сообщается, что Логари свободно владел арабским, дари и английским языками, а также своими родными пушту и урду.
После учебы Логари уехал из Пакистана в Афганистан и провел два года в качестве члена афганского Талибана, преподавая исламское право, прежде чем присоединиться к вилаяту Хорасан Исламского государства (ИГ-Х). Логари был заместителем вали ИГ-Х Хафиз Саид Хана, прежде чем был назначен вторым вали группы в июле 2016 года после того, как американский удар беспилотника убил Хафиз Саид Хана.
Во время пребывания Логари на посту вали вилаята Хорасан группа совершила ряд громких террористических нападений. За несколько дней до смерти Саида и преемственности Логари группа организовала смертоносную атаку демонстрации хазарейцев (шиитов) в Кабуле, убив 97 человек и ранив 260 человек, что является самым смертоносным нападением в Кабуле с 2001 года.

## Смерть
26 апреля 2017 года 50 американских спецназовцев из 3-го батальона 75-го полка рейнджеров (США) и 40 афганских коммандос начали рейд в долине Моманд, округ Ачин, провинция Нангархар, в попытке захватить Хасиба на его комплексе в этом районе. Перестрелка длилась три часа, в течение которых были убиты два американских рейнджера. Третий рейнджер был легко ранен.
США заявили, что 35 боевиков ИГ были убиты вместе с несколькими высокопоставленными лидерами, подозреваемыми в том числе Логари, но не подтвердили, что Логари на самом деле был убит. ИГ заявило, что 100 гражданских лиц были убиты и ранены в результате авиаударов США во время и после рейда.
8 мая 2017 года США подтвердили, что Логари был убит во время рейда.